# Théméricourt
Théméricourt est une commune française située dans le département du Val-d'Oise en région Île-de-France. Ses habitants sont appelés les Théméricourtois(es).

## Géographie

### Description
La commune se situe dans la vallée de l’Aubette de Meulan, au cœur du Vexin français, à 45 km environ au nord-ouest de Paris. Le village est regroupé autour de son église et de son château sur les rives mêmes de la rivière.

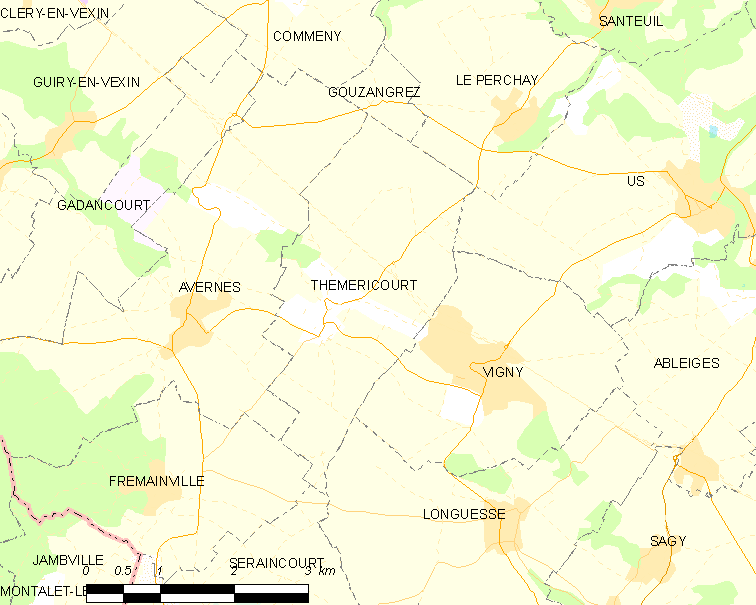
Carte de la commune.
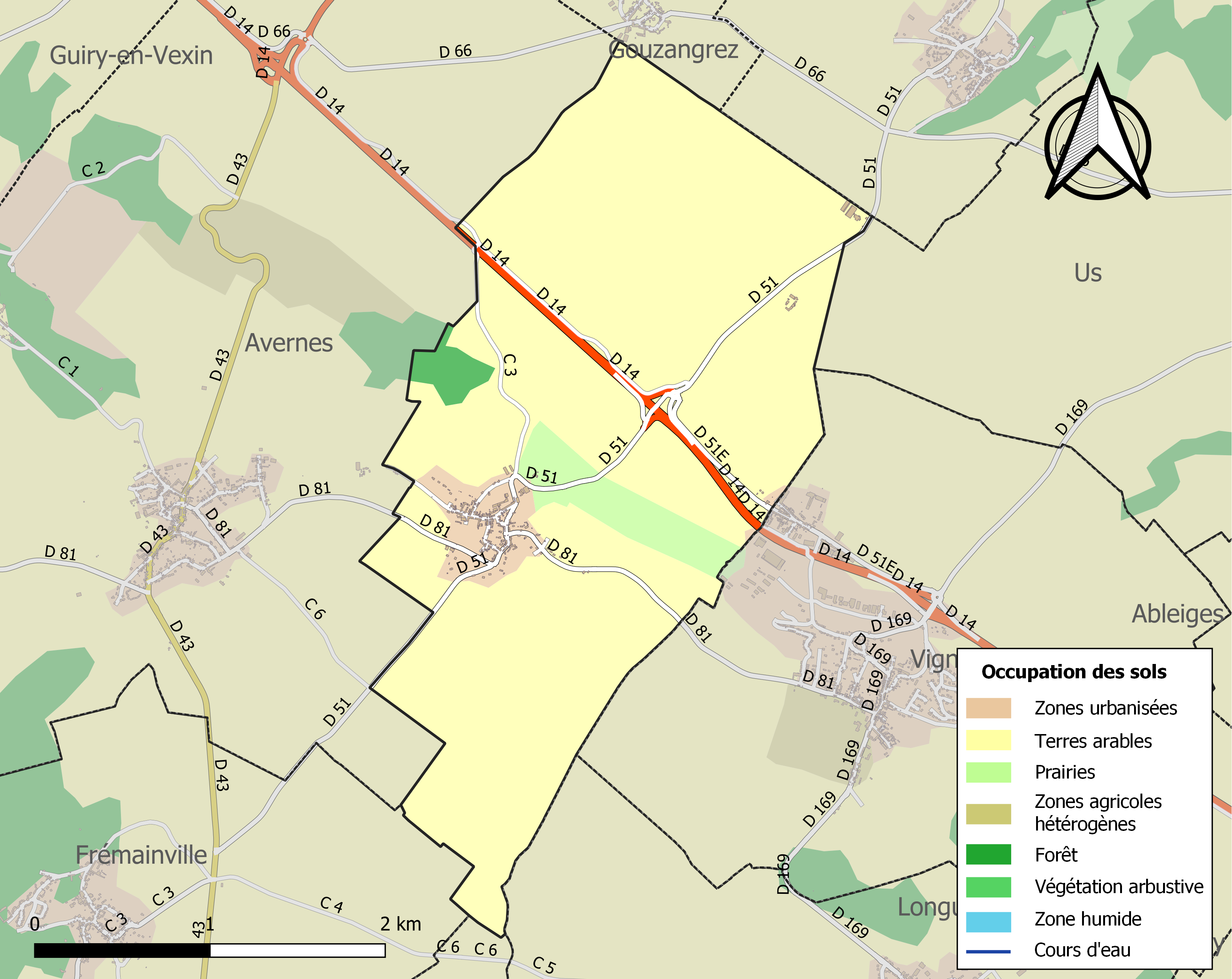
Occupation des sols

### Communes limitrophes
| Commeny      | Le Perchay   | Us        |
| Avernes      | Théméricourt | Vigny     |
| Frémainville | Seraincourt  | Longuesse |

### Climat
Pour des articles plus généraux, voir Climat de l'Île-de-France et Climat du Val-d'Oise.
En 2010, le climat de la commune est de type climat océanique dégradé des plaines du Centre et du Nord, selon une étude du CNRS s'appuyant sur une série de données couvrant la période 1971-2000. En 2020, Météo-France publie une typologie des climats de la France métropolitaine dans laquelle la commune est exposée à un climat océanique et est dans la région climatique  Sud-ouest du bassin Parisien, caractérisée par une faible pluviométrie, notamment au printemps (120 à 150 mm) et un hiver froid (3,5 °C). 
Pour la période 1971-2000, la température annuelle moyenne est de 11 °C, avec une amplitude thermique annuelle de 14,6 °C. Le cumul annuel moyen de précipitations est de 672 mm, avec 11,1 jours de précipitations en janvier et 7,7 jours en juillet. Pour la période 1991-2020, la température moyenne annuelle observée sur la station météorologique la plus proche, située sur la commune de Boissy-l'Aillerie à 10 km à vol d'oiseau, est de 11,2 °C et le cumul annuel moyen de précipitations est de 635,8 mm,. Pour l'avenir, les paramètres climatiques de la commune estimés pour 2050 selon différents scénarios d'émission de gaz à effet de serre sont consultables sur un site dédié publié par Météo-France en novembre 2022.

## Urbanisme

### Typologie
Au 1er janvier 2024, Théméricourt est catégorisée commune rurale à habitat dispersé, selon la nouvelle grille communale de densité à sept niveaux définie par l'Insee en 2022.
Elle est située hors unité urbaine. Par ailleurs la commune fait partie de l'aire d'attraction de Paris, dont elle est une commune de la couronne,. Cette aire regroupe 1 929 communes,.

## Toponymie
Le nom de la localité est mentionné sous la forme Temaricurth en 1170[réf. nécessaire].
Le nom du village provient de l’anthroponyme germanique Theudemar associé au suffixe gallo-romain i-acum, d'où *Théméry, puis comme il arrive parfois : adjonction d'un appellatif roman -court, domaine[réf. nécessaire].

## Histoire
Le lieu est occupé dès l’époque mérovingienne comme l’atteste la découverte de sépultures de cette époque en 1891.
La commune a été desservie de 1913 à 1949 de Meulan à Magny-en-Vexin des Chemins de fer de grande banlieue, une compagnie de chemin de fer secondaire à voie normale.

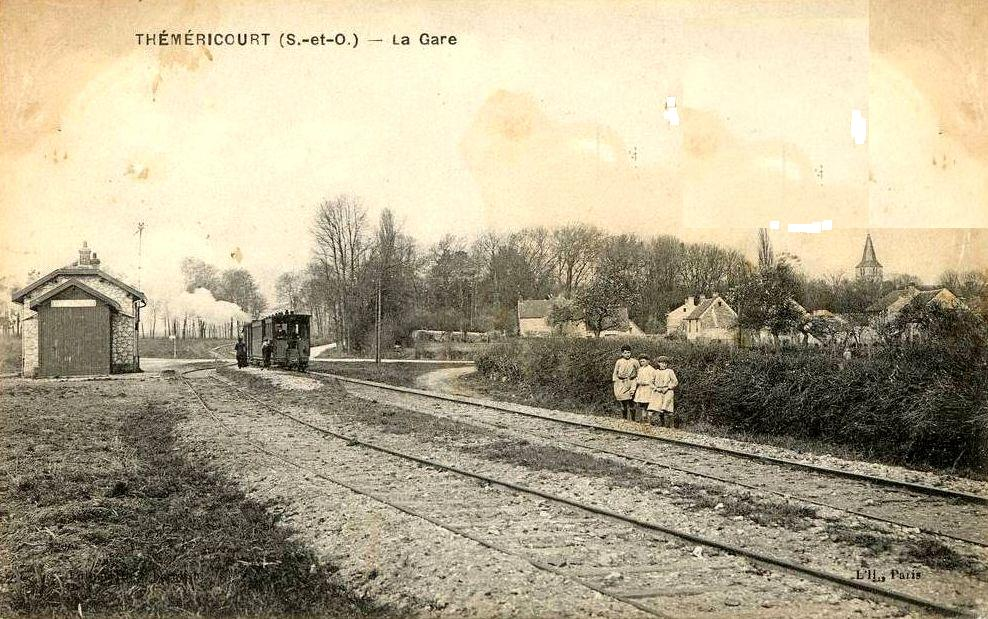
La gare au tout début du XXe siècle...
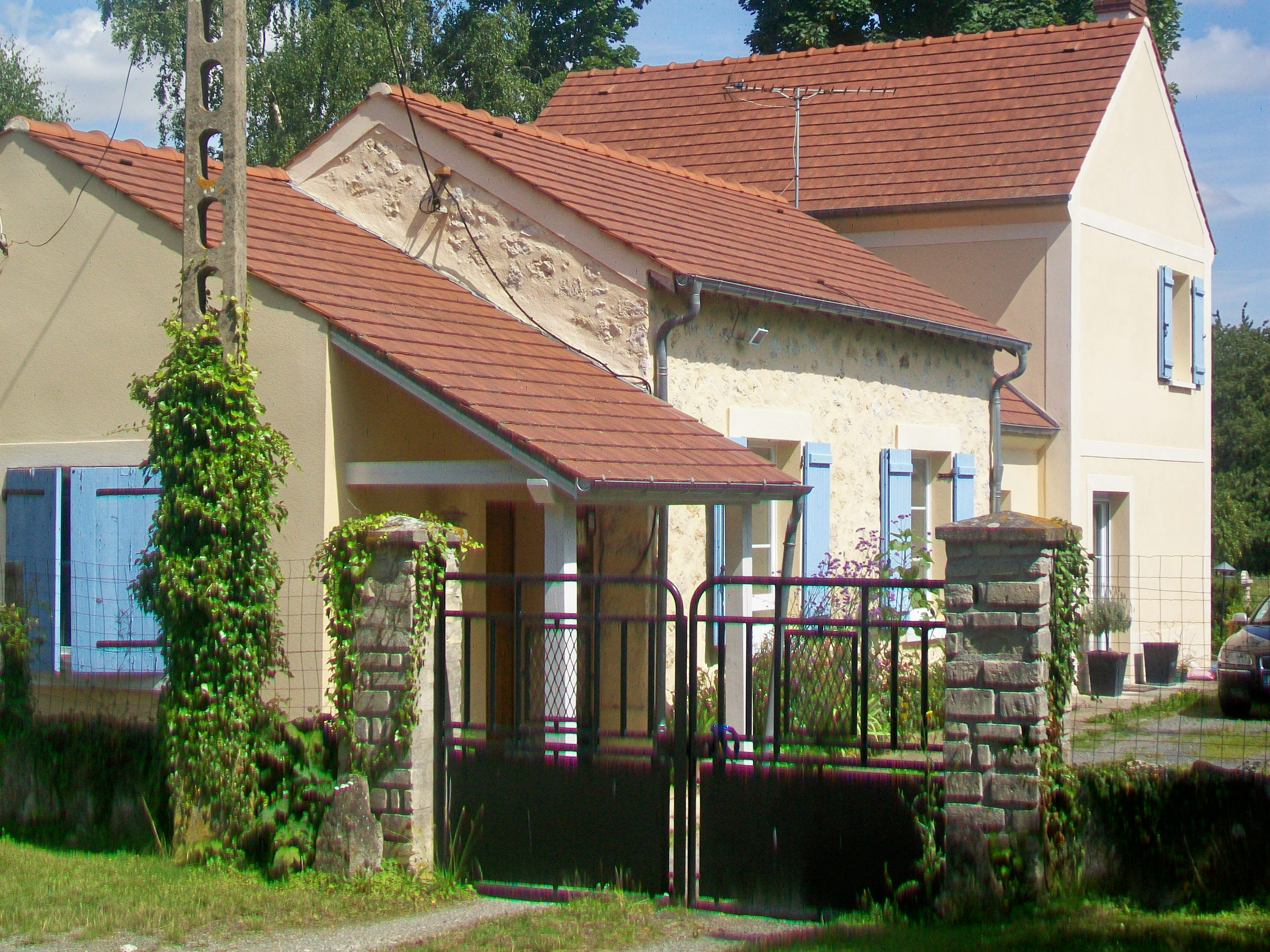
... et en 2012.
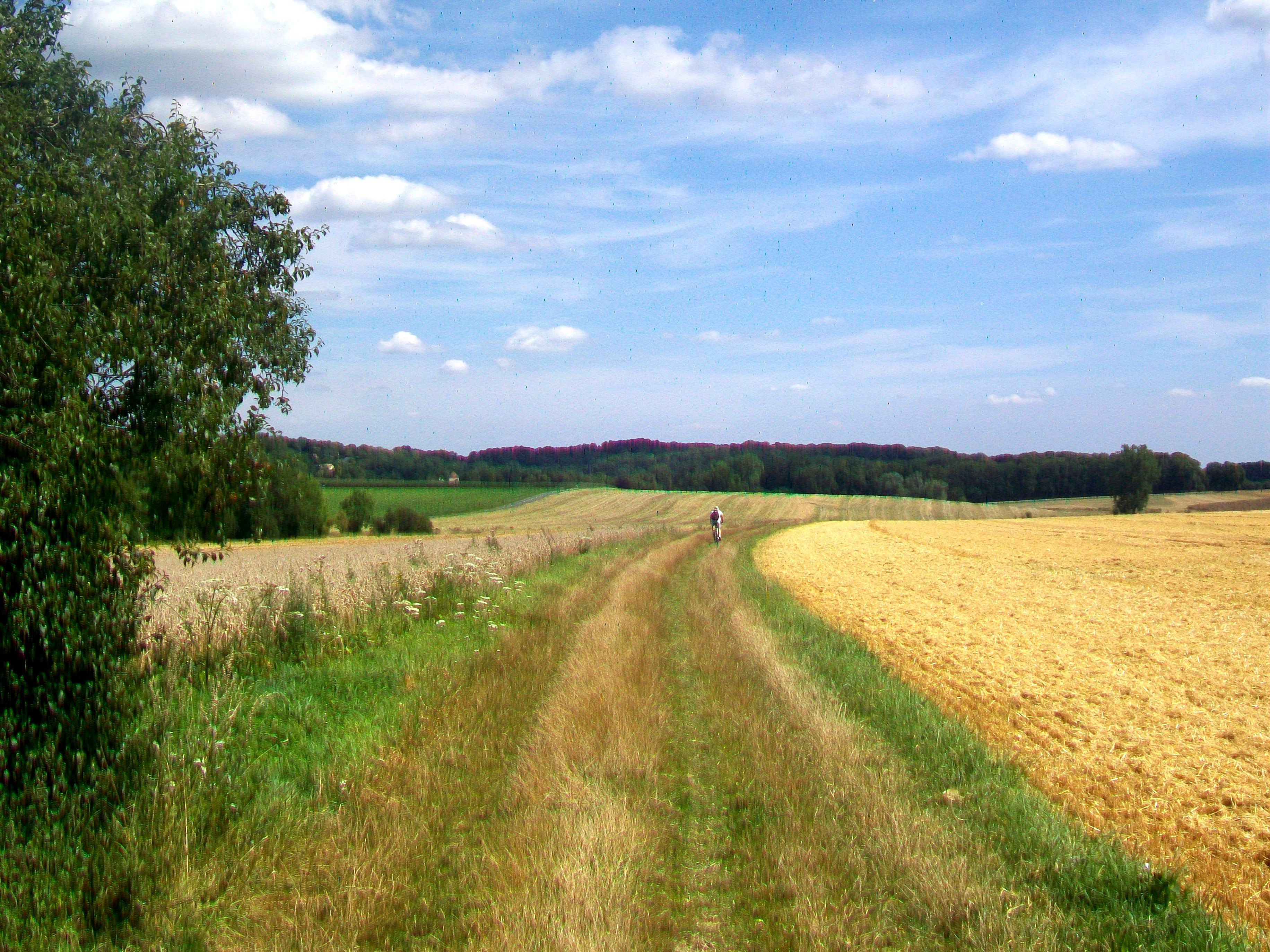
Chemin aménagé sur la plate-forme de la ligne, en direction de Vigny.

Le château est occupé par les Allemands pendant la Seconde Guerre mondiale, puis devient la propriété de Jean-Claude Duvalier, dit « Bébé Doc », ex-dictateur d’Haïti, avant d’être racheté par le département du Val-d’Oise en 1995 et transformé en siège administratif du Parc naturel régional du Vexin français et centre d’accueil des visiteurs.

## Politique et administration

### Intercommunalité
La commune, initialement membre de la communauté de communes des Trois Vallées du Vexin, est membre, depuis le 1er janvier 2013, de la communauté de communes Vexin centre.
En effet, cette dernière a été constituée le 1er janvier 2013 par la fusion de la communauté de communes des Trois Vallées du Vexin (12 communes), de la communauté de communes Val de Viosne (14 communes) et  de la communauté de communes du Plateau du Vexin (8 communes), conformément aux prévisions du schéma départemental de coopération intercommunale du Val-d'Oise approuvé le 11 novembre 2011.

### Liste des maires
| Période                                  | Période  | Identité       | Étiquette | Qualité                 |
| ---------------------------------------- | -------- | -------------- | --------- | ----------------------- |
| Les données manquantes sont à compléter. |          |                |           |                         |
| mars 2001                                | 2015     | Michel Abraham | DVD       |                         |
| 2015                                     | En cours | Denis Sargeret |           | Agriculteur et brasseur |

## Population et société

### Démographie
L'évolution du nombre d'habitants est connue à travers les recensements de la population effectués dans la commune depuis 1793. Pour les communes de moins de 10 000 habitants, une enquête de recensement portant sur toute la population est réalisée tous les cinq ans, les populations de référence des années intermédiaires étant quant à elles estimées par interpolation ou extrapolation. Pour la commune, le premier recensement exhaustif entrant dans le cadre du nouveau dispositif a été réalisé en 2007.

En 2022, la commune comptait 289 habitants, en évolution de −0,69 % par rapport à 2016 (Val-d'Oise : +4 %, France hors Mayotte : +2,11 %).
| 1793 | 1800 | 1806 | 1821 | 1831 | 1836 | 1841 | 1846 | 1851 |
| ---- | ---- | ---- | ---- | ---- | ---- | ---- | ---- | ---- |
| 292  | 302  | 265  | 236  | 280  | 275  | 271  | 249  | 256  |

| 1856 | 1861 | 1866 | 1872 | 1876 | 1881 | 1886 | 1891 | 1896 |
| ---- | ---- | ---- | ---- | ---- | ---- | ---- | ---- | ---- |
| 261  | 261  | 285  | 274  | 275  | 276  | 326  | 299  | 265  |

| 1901 | 1906 | 1911 | 1921 | 1926 | 1931 | 1936 | 1946 | 1954 |
| ---- | ---- | ---- | ---- | ---- | ---- | ---- | ---- | ---- |
| 239  | 246  | 222  | 211  | 237  | 195  | 177  | 163  | 180  |

| 1962 | 1968 | 1975 | 1982 | 1990 | 1999 | 2006 | 2007 | 2012 |
| ---- | ---- | ---- | ---- | ---- | ---- | ---- | ---- | ---- |
| 180  | 173  | 188  | 201  | 229  | 229  | 259  | 263  | 273  |

| 2017 | 2022 | - | - | - | - | - | - | - |
| ---- | ---- | - | - | - | - | - | - | - |
| 297  | 289  | - | - | - | - | - | - | - |

### Cultes
L'église Notre-Dame est affiliée à la paroisse d'd'Avernes et Marines, et les messes dominicales n'y sont célébrées que deux fois par an.

## Culture locale et patrimoine

### Lieux et monuments
Théméricourt possède deux monuments historiques sur son territoire.
- L'Église Notre-Dame, place Saint-Lô (classée monument historique en 1929[20]) :  
Ses parties les plus anciennes sont la croisée du transept et le clocher jusqu'à l'étage de beffroi, et peuvent être datées de la période comprise entre 1150 et 1180. Le style reflète la transition du roman vers le gothique, comme en témoignent les chapiteaux des quatre arcades autour du carré du transept et à l'ouest du chœur. 
Les chapelles latérales du chœur et la nef n'ont été bâties que plus tard, après que l'église est donnée au prieuré Saint-Lô de Rouen en 1205. Ici l'architecture est caractéristique de la période gothique, mais les remaniements sont nombreux. Dans les chapelles, il s'expliquent par des réparations à la suite de la guerre de Cent Ans et l'installation de retables devant le chevet. Dans la nef, le principal changement intervient avec son voûtement d'ogives dans le style de la Renaissance, sous le seigneur Achim d'Abos, entre 1568 et 1609. Les voûtes, aux clés richement décorées, retombent sur des consoles engagées dans les piliers au-dessus des chapiteaux du début du XIIIe siècle, ce qui est une disposition assez rare. Les fenêtres hautes de la nef sont obturées depuis, et les peintures murales du XIIIe siècle au-dessus de l'arc triomphal également cachées au public. 
Les bas-côtés de la nef ont été rebâtis en 1836, et sont dénués de caractère. 
Dans son ensemble, l'église constitue toujours un intéressant témoignage de l'architecture rurale dans le Vexin français[21]. Depuis son classement, l'église a seulement bénéficié de quelques travaux de restauration mineurs, et son état est aujourd'hui préoccupant[22].

L'église Notre-Dame
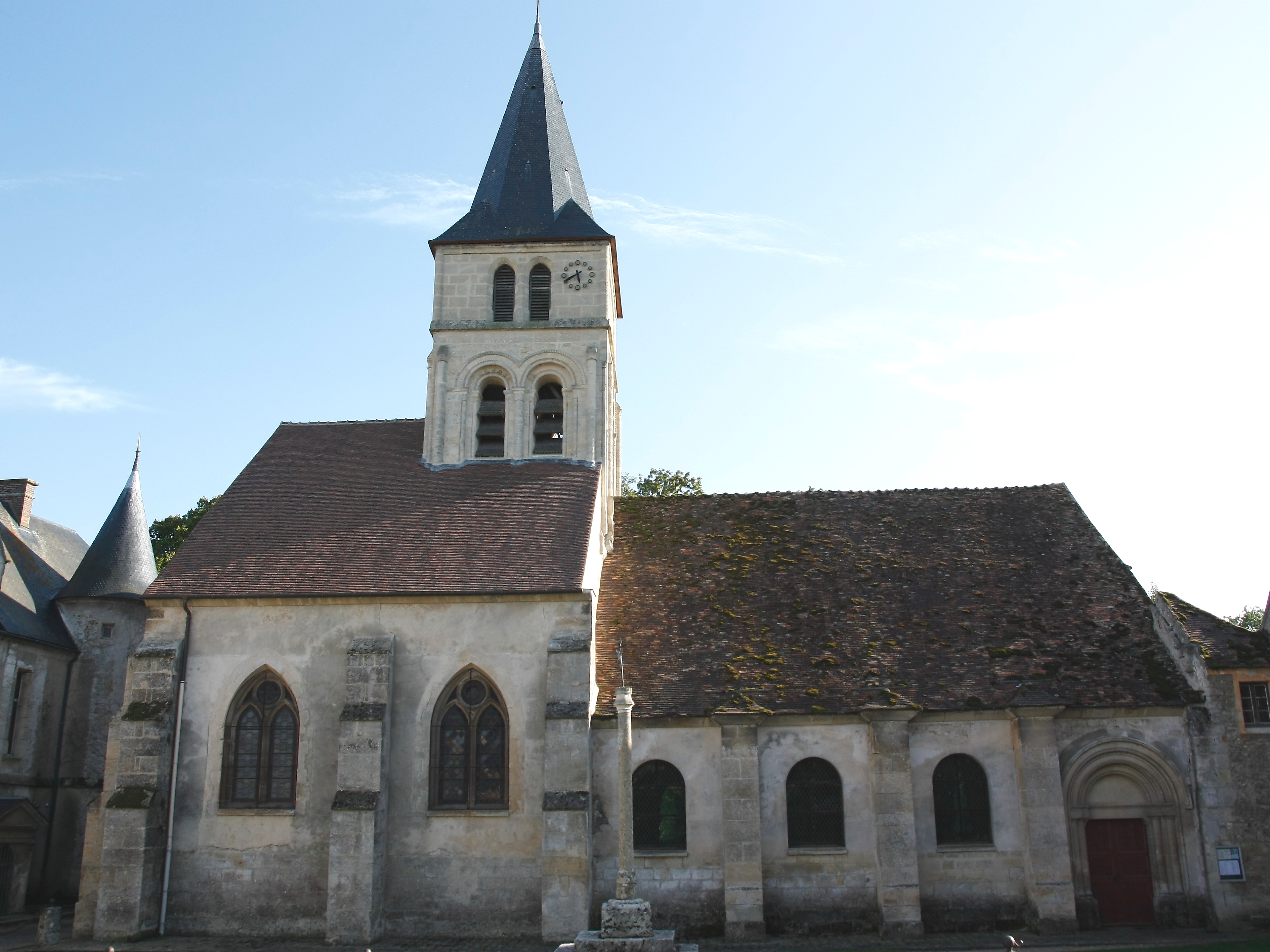
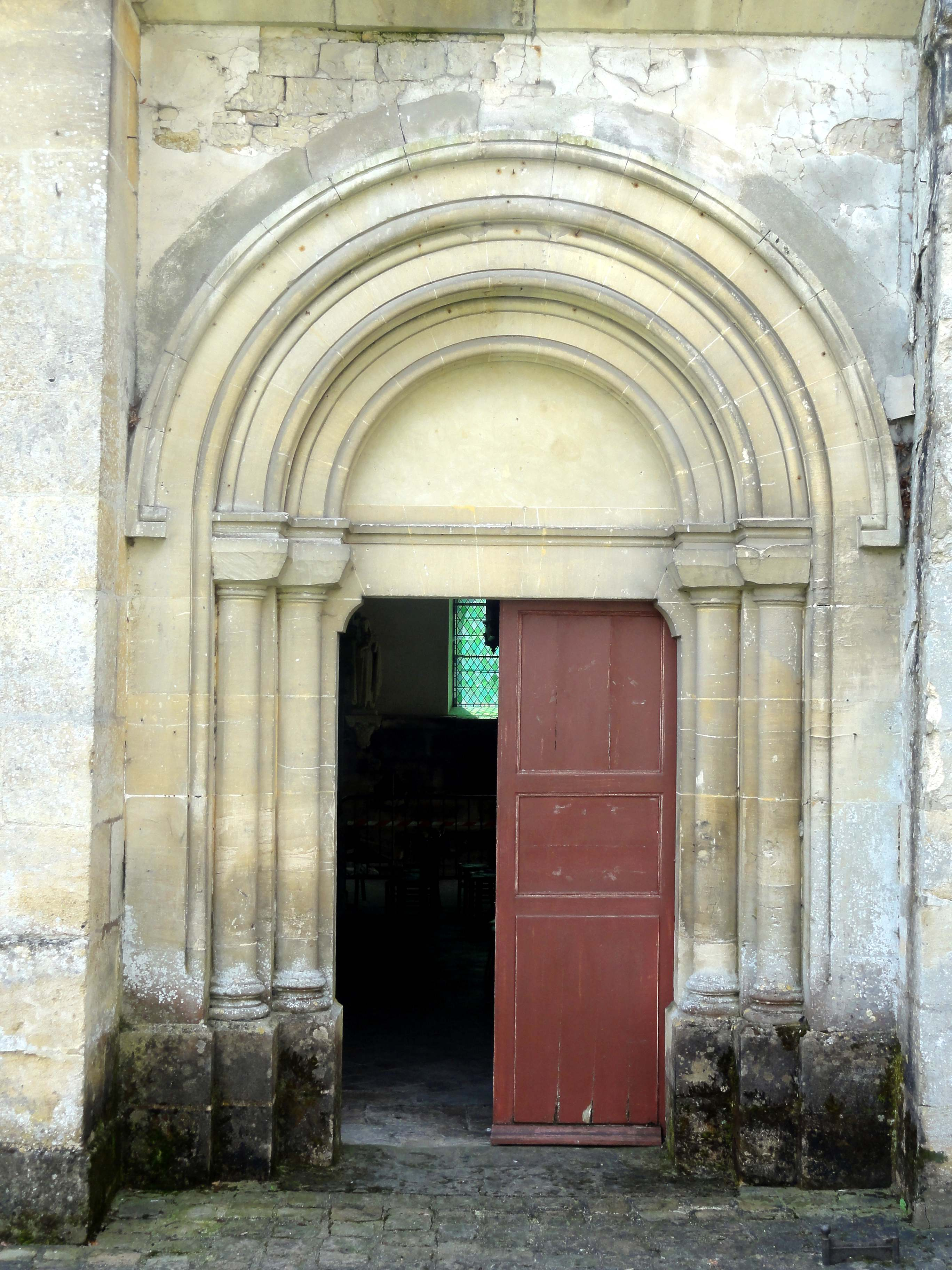
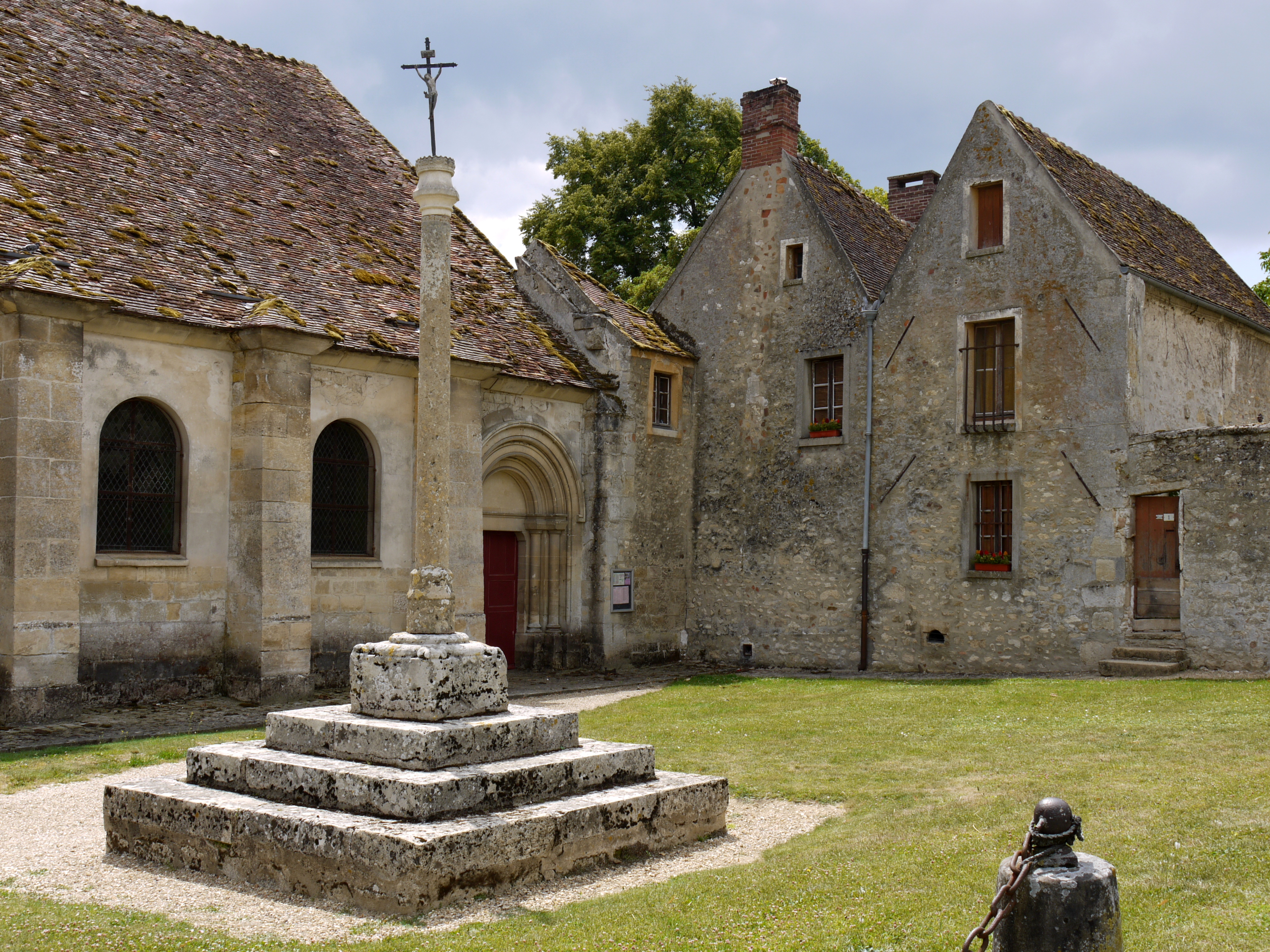
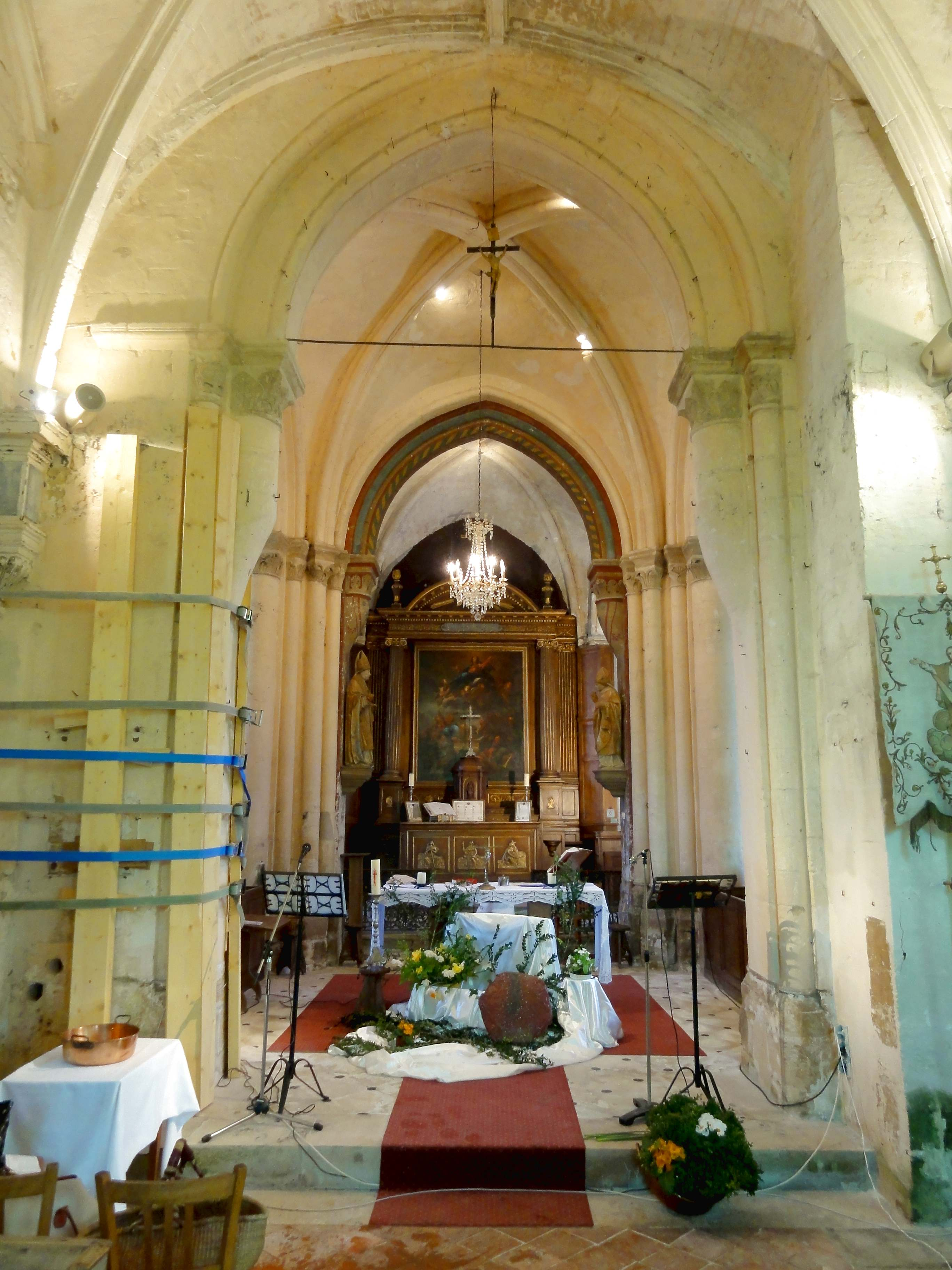
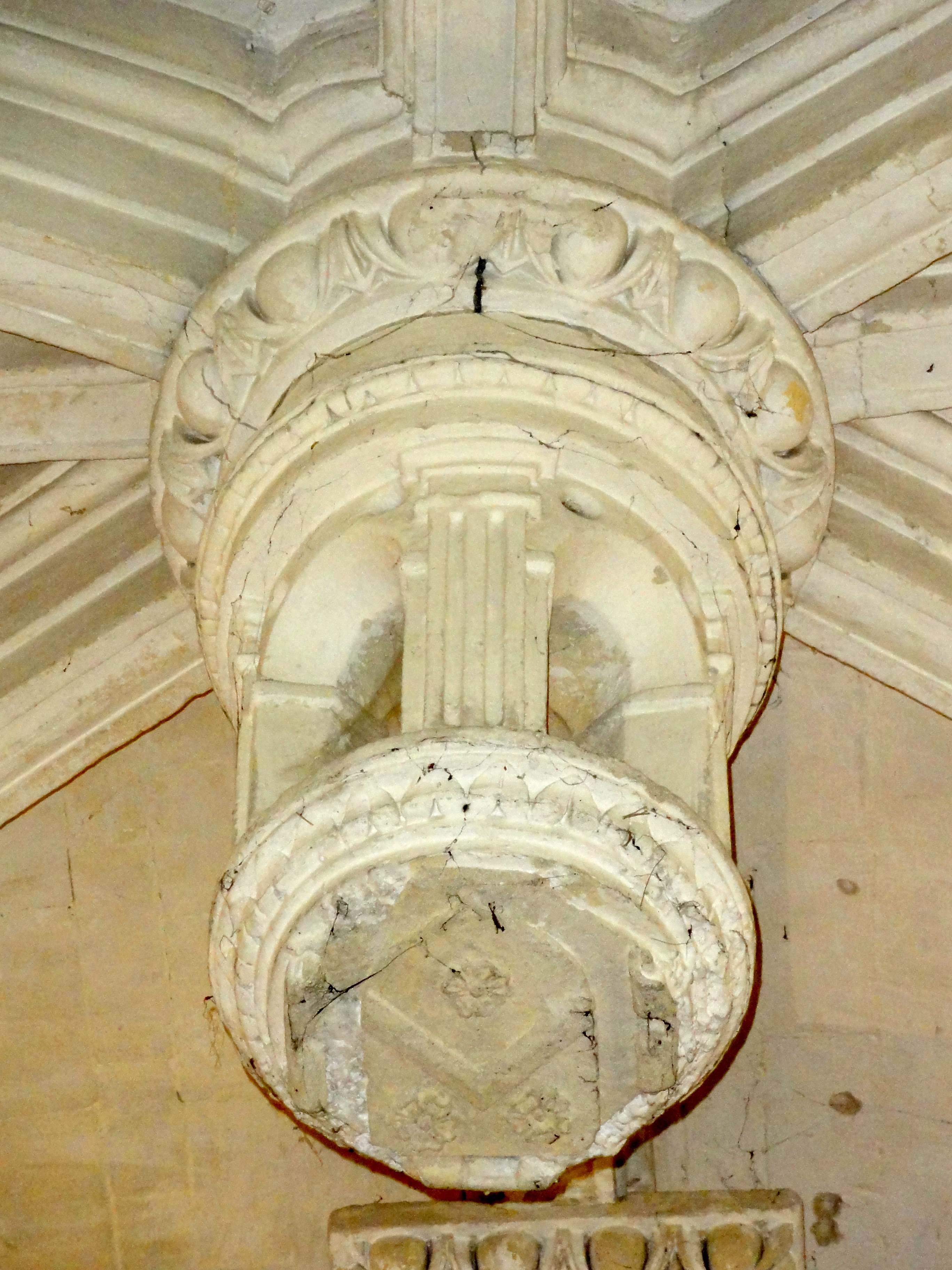
Clé de voute

- La Croix pattée de l'Ormeteau-Marie, au sud de l'église (classée monument historique par arrêté du 21 avril 1938[23]) : Elle est datée du XIIe siècle et tient son nom du lieu-dit en plein champ où elle était autrefois située, au-delà de la RD 14, à l'est du territoire communal près du Bord'Haut de Vigny. Dès le XVIIIe siècle, la croix est ramenée au village et placée contre le mur sud de la nef de l'église[24].

On peut également signaler : 
- Le Château de Théméricourt, rue de la croix des Ruelles (RD 61), construit à la fin du XVe siècle pour Philippe de Théméricourt, puis remanié aux XVIIe et XIXe siècles. 
Les façades sur le parc ont reçu leur configuration actuelle en 1721, sous Louis Chevalier, président du Parlement de Paris. L'édifice se compose de deux corps de logis à un étage disposés en équerre, la partie la plus ancienne étant flanquée de quatre tours rondes coiffées de toits en poivrière : trois côté église et un à l'angle entre les deux ailes. Le château est entouré d'un beau parc à l'anglaise agrémenté d'une pièce d'eau. 
Dans une période récente, le château est acquis par l'ancien président de la République d'Haïti, Jean-Claude Duvalier, qui le vide de son mobilier historique. Après que cet occupant est contraint de quitter la France, le château est rapidement réhabilité afin d'accueillir le siège du parc naturel régional du Vexin français à compter de 1995[25].
- La Maison du Parc et musée du Vexin français : Ces deux services du Parc sont regroupés dans les anciens communs du château, face à la façade de ce dernier sur le parc. La maison du Parc propose aux visiteurs de la documentation et des renseignements ; elle vend également des publications et quelques produits locaux. Sur environ 400 m2, le musée illustre la géographie, l'histoire et le patrimoine du Vexin français à l'aide d'un petit nombre d'objets emblématiques et d'installations audiovisuelles. Sa vocation est avant tout pédagogique, et la muséographie est adaptée au jeune public[26].
- La Grange dîmière, place Saint-Lô : C'est un bâtiment long et étroit, dont le mur nord se rétracte successivement vers l'est, de sorte que la largeur diminue successivement pour ne pas présenter d'obstacle pour la rue. Le toit ne suit par contre pas ce développement et conserve la même largeur sur toute sa longueur, ce qui crée un encorbellement au nord-est. Le mur pignon est présente une silhouette irrégulière. La grange du XVIIe siècle appartenait au prieuré Saint-Lô de Rouen, propriétaire de l'église à partir de 1205. Le prieuré disposait d'un prieuré-cure à Théméricourt[25].
- La Pompe à godets de marque « Dragor », sur la place, ruelle Barat : Cette pompe en fonte date de la seconde moitié du XIXe siècle et correspond à un modèle particulièrement répandu dans le Vexin français[25].
- L'Ancienne bergerie, ruelle Barat : Ce bâtiment agricole quitte le style architectural vernaculaire pour un rapprochement avec l'architecture industrielle de la fin du XIXe siècle. La façade sur deux niveaux est agrémenté par des bandeaux horizontaux et verticaux de briques rouges, et les fenêtres sont également encadrées de briques. Les murs en moellons sont couverts d'enduit et peints en blanc[25].
- L'Abreuvoir sur l'Aubette de Meulan et lavoir couvert, rue du Moulin.
- La commune possède plusieurs croix rurales : l'ancienne croix de cimetière place Saint-Lô, devant la façade nord de l'église ; la croix Boissière dans la rue du même nom menant de l'église au cimetière ; la croix de chemin sur la RD 51 à l'entrée nord du village depuis la RD 14 ; la croix des Ruelles près du carrefour RD 51 / RD 81 rue de la croix des Ruelles.

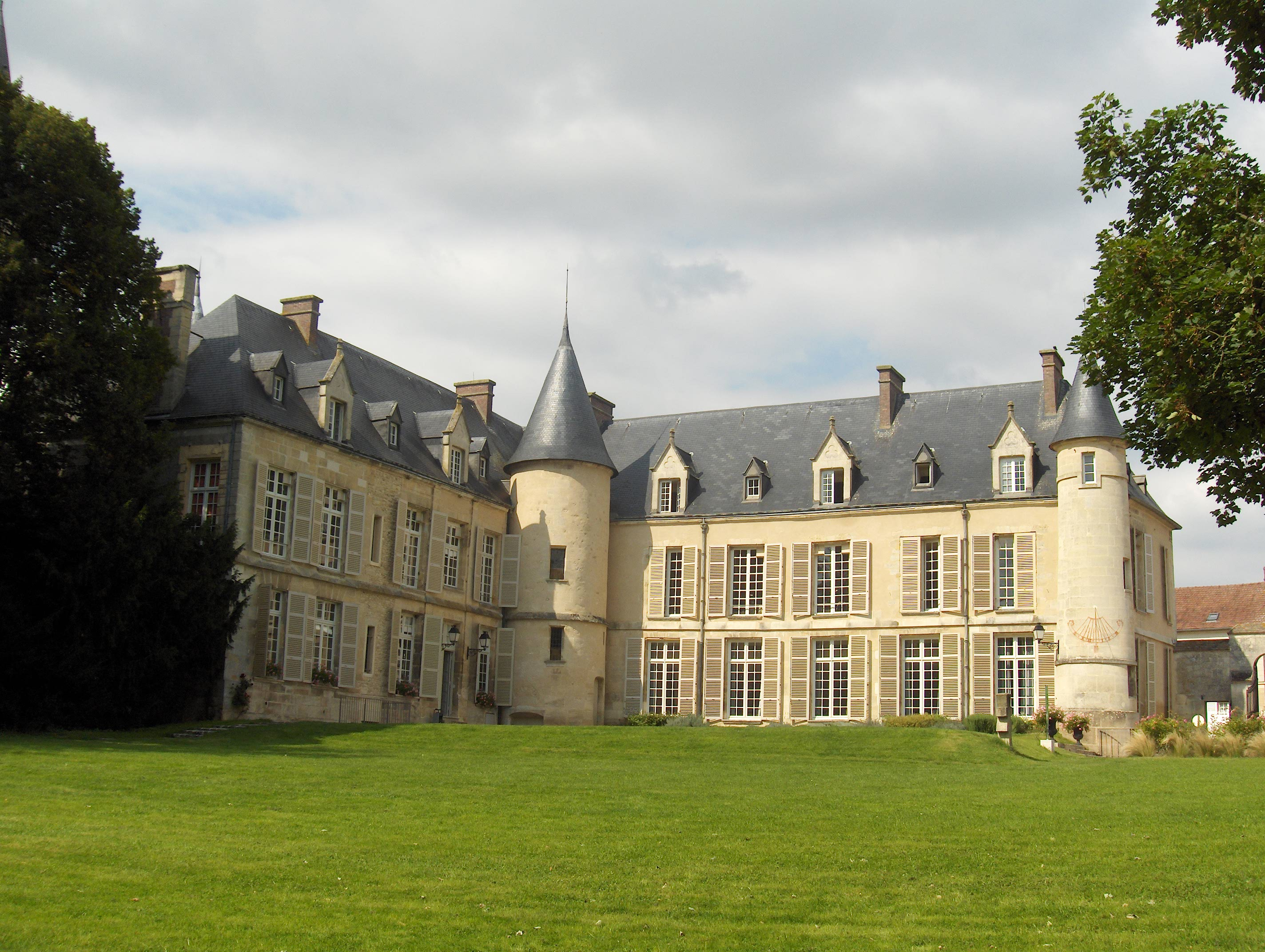
Château de Théméricourt, façade sur le parc.
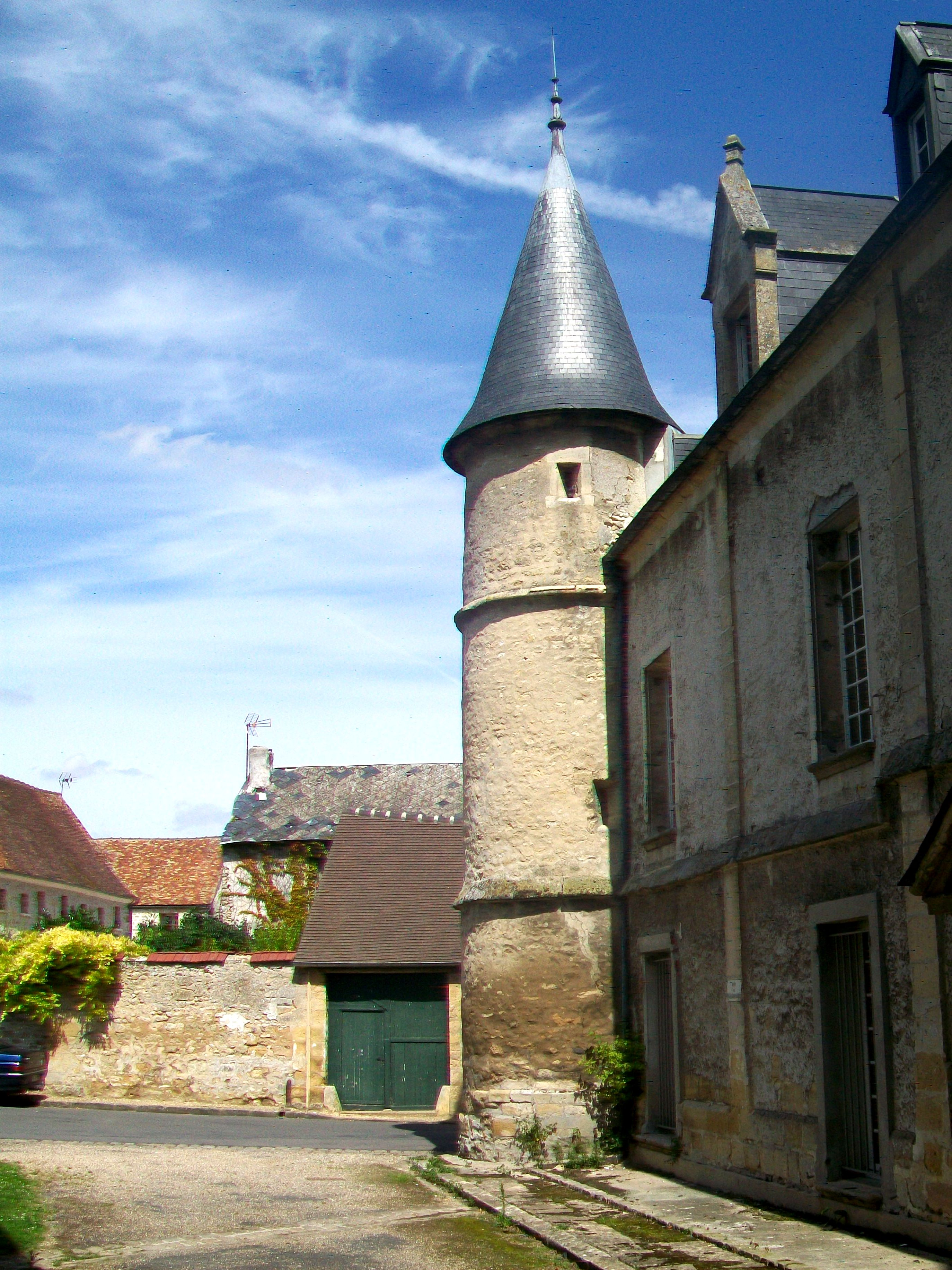
Tour du château côté place Saint-Lô.
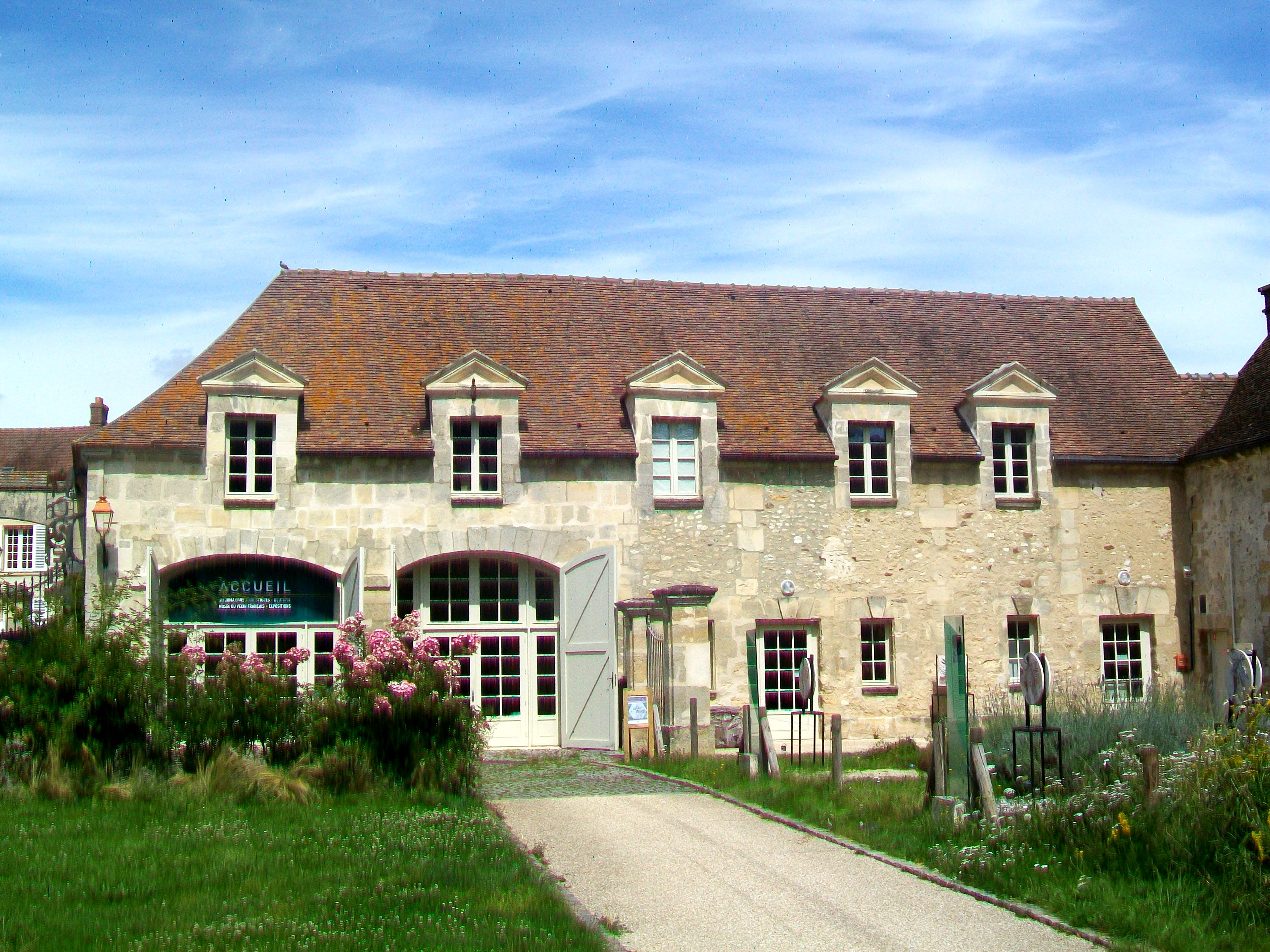
Communs du château - maison du Parc.
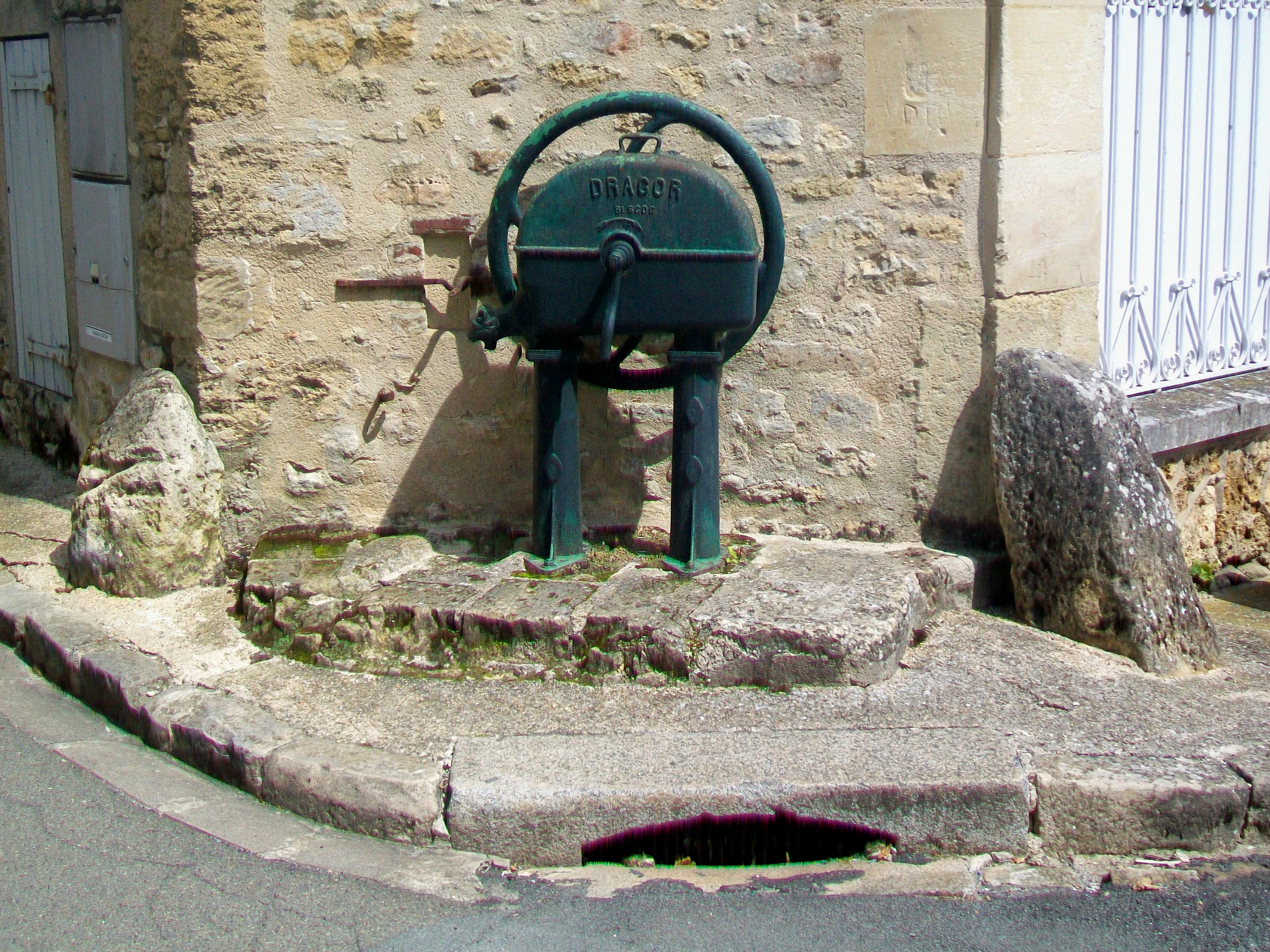
Fontaine publique avec pompe « Dragor ».
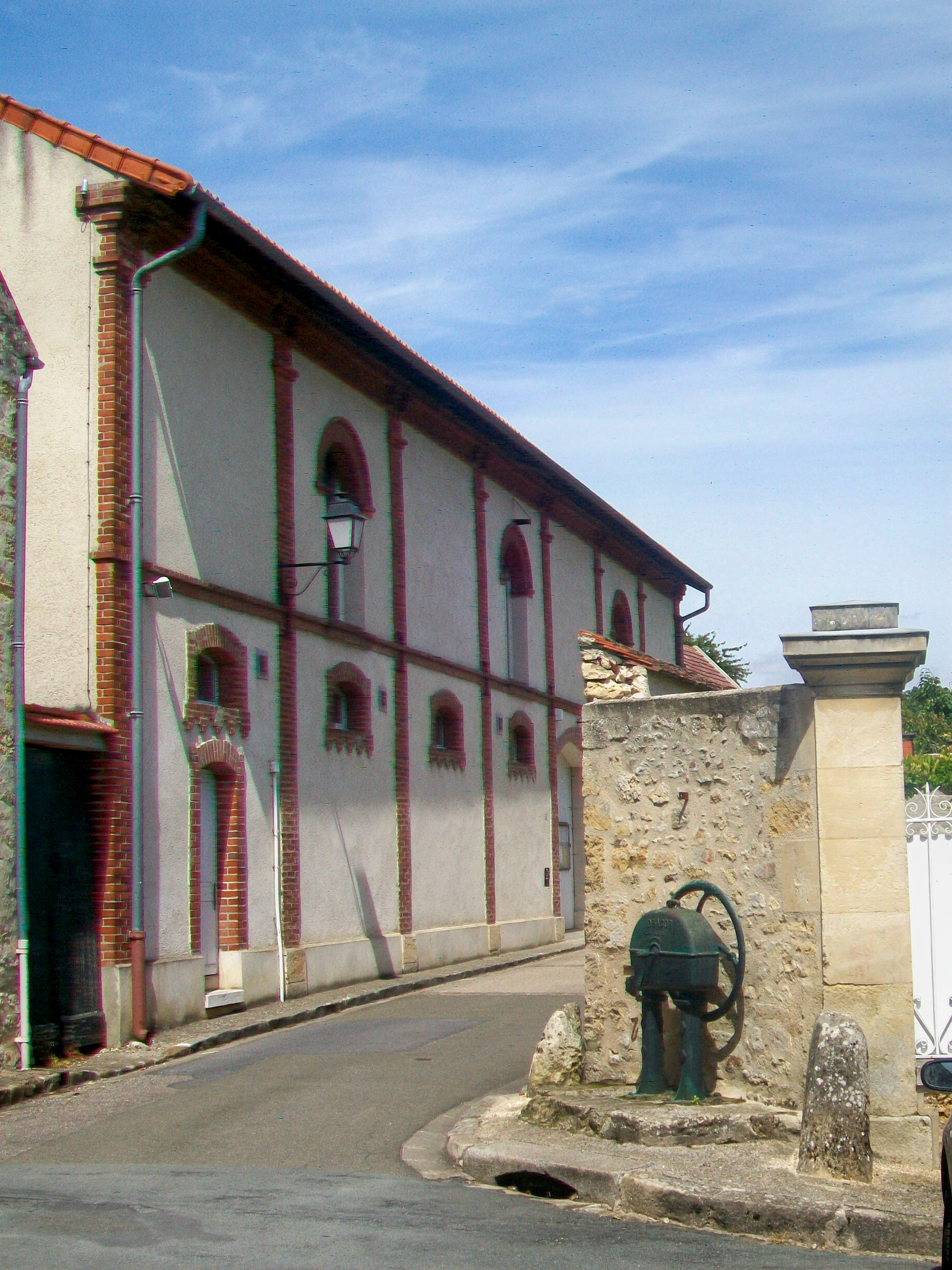
Ancienne bergerie de la fin du XIXe siècle.
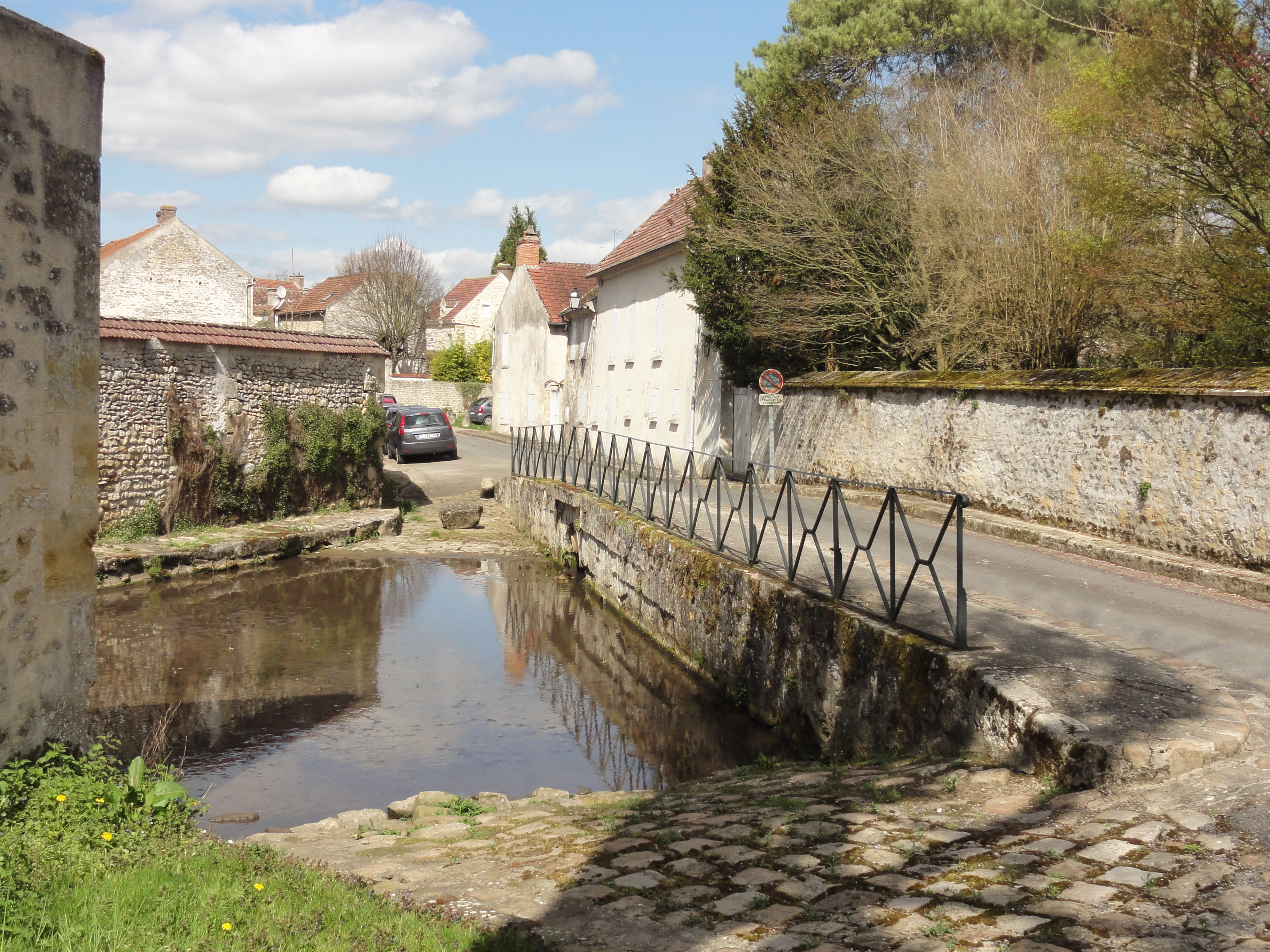
Abreuvoir sur l'Aubette.
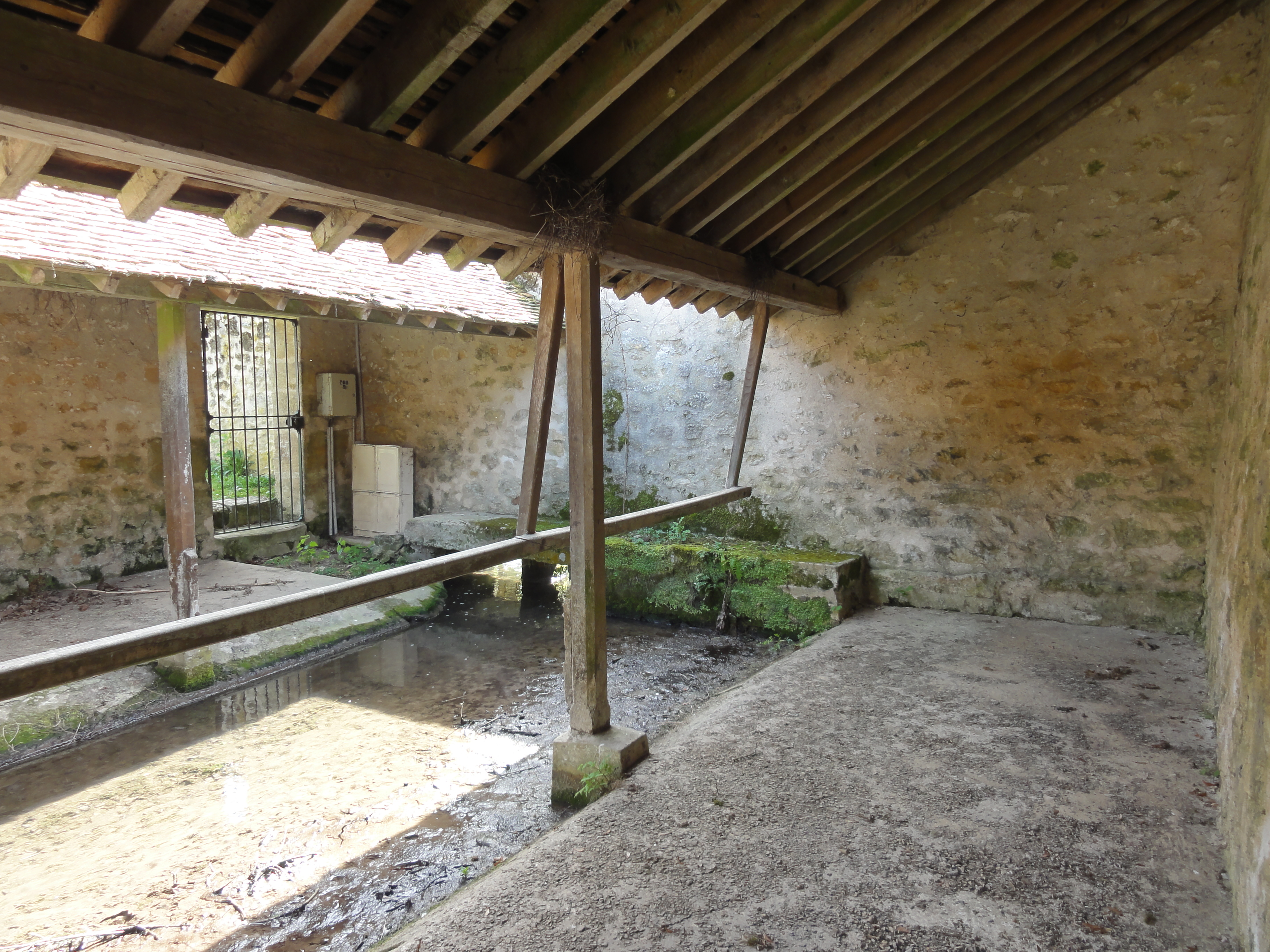
Lavoir couvert.
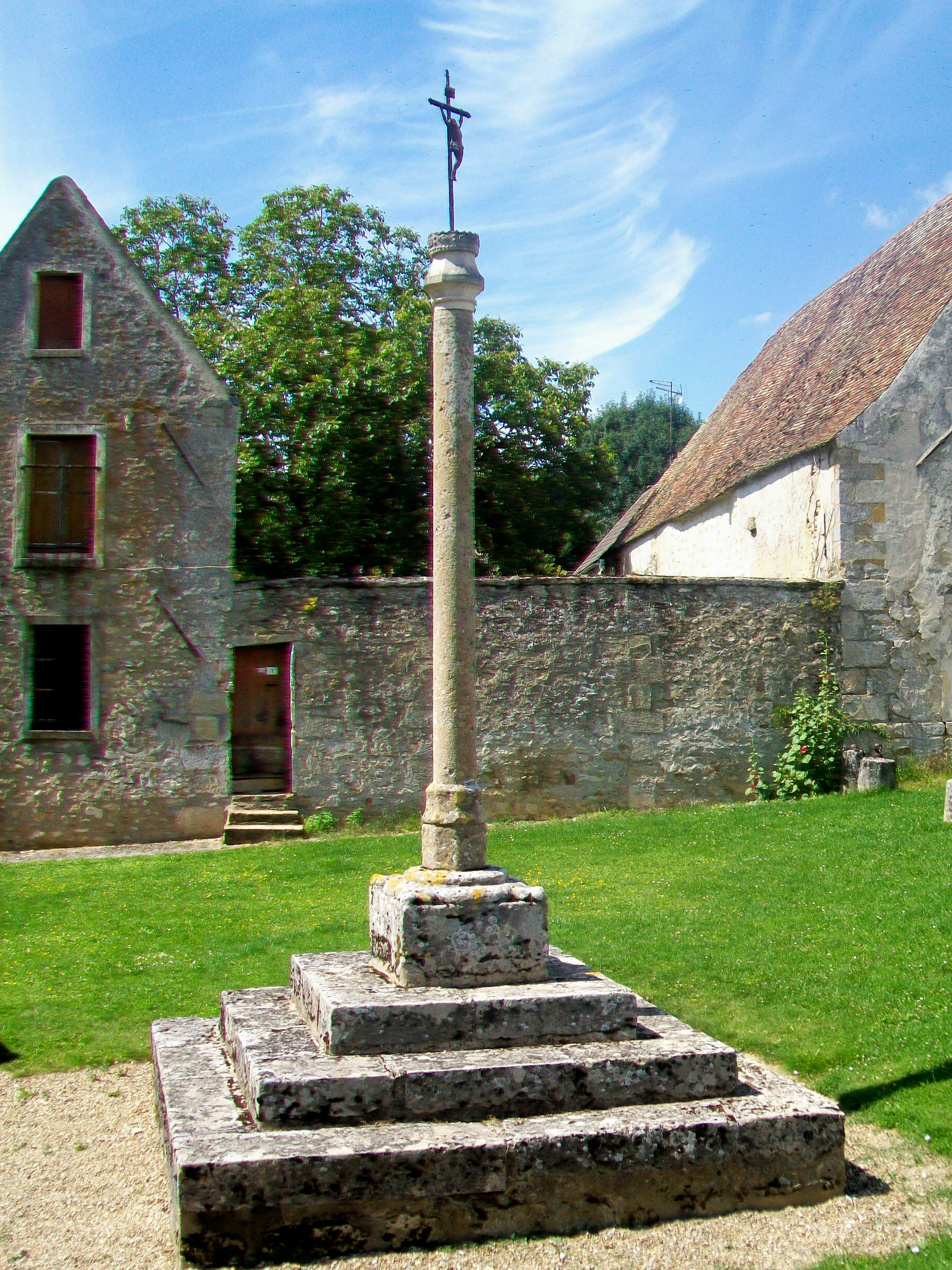
Ancienne croix de cimetière.
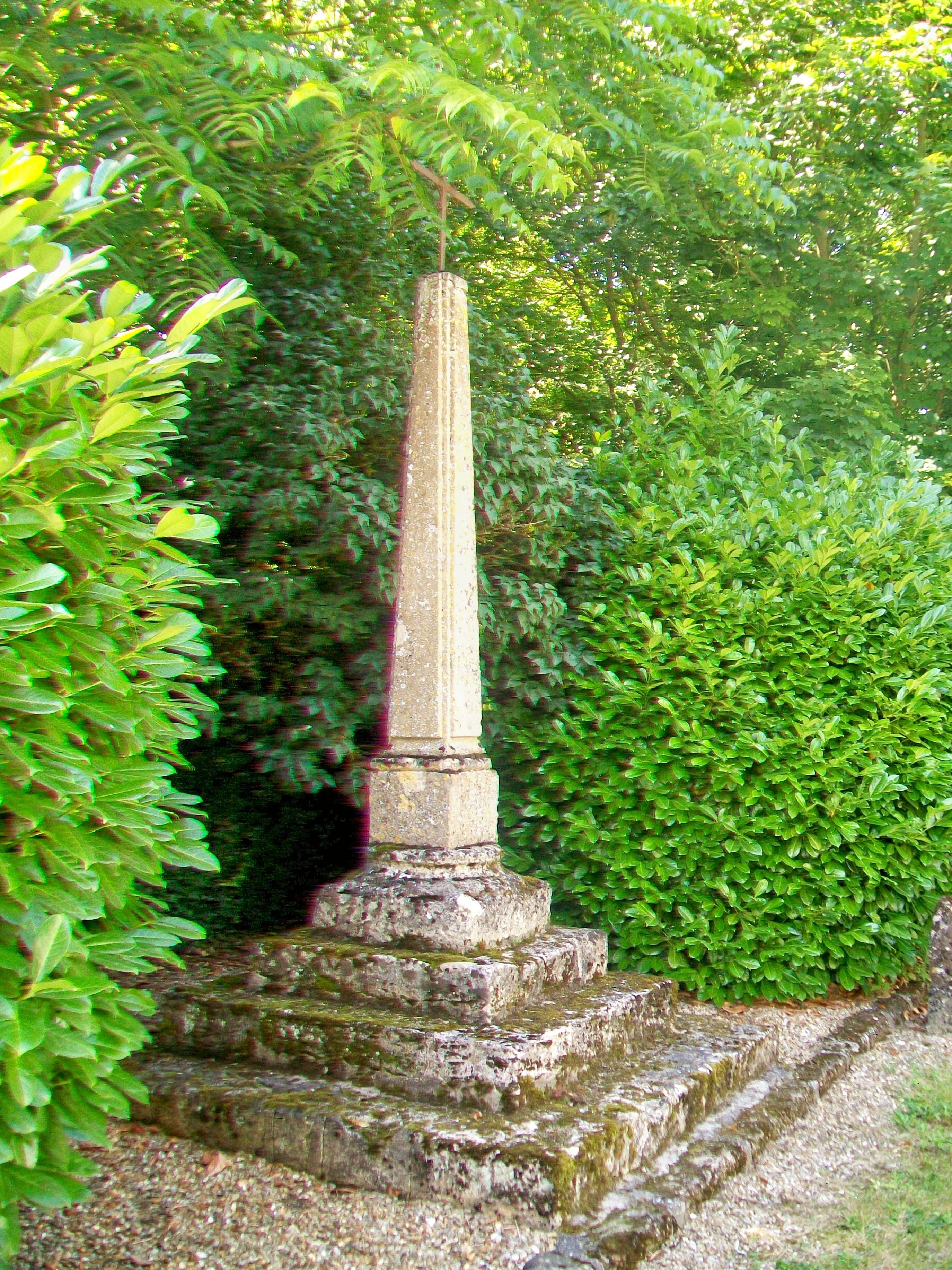
La croix Boissière.
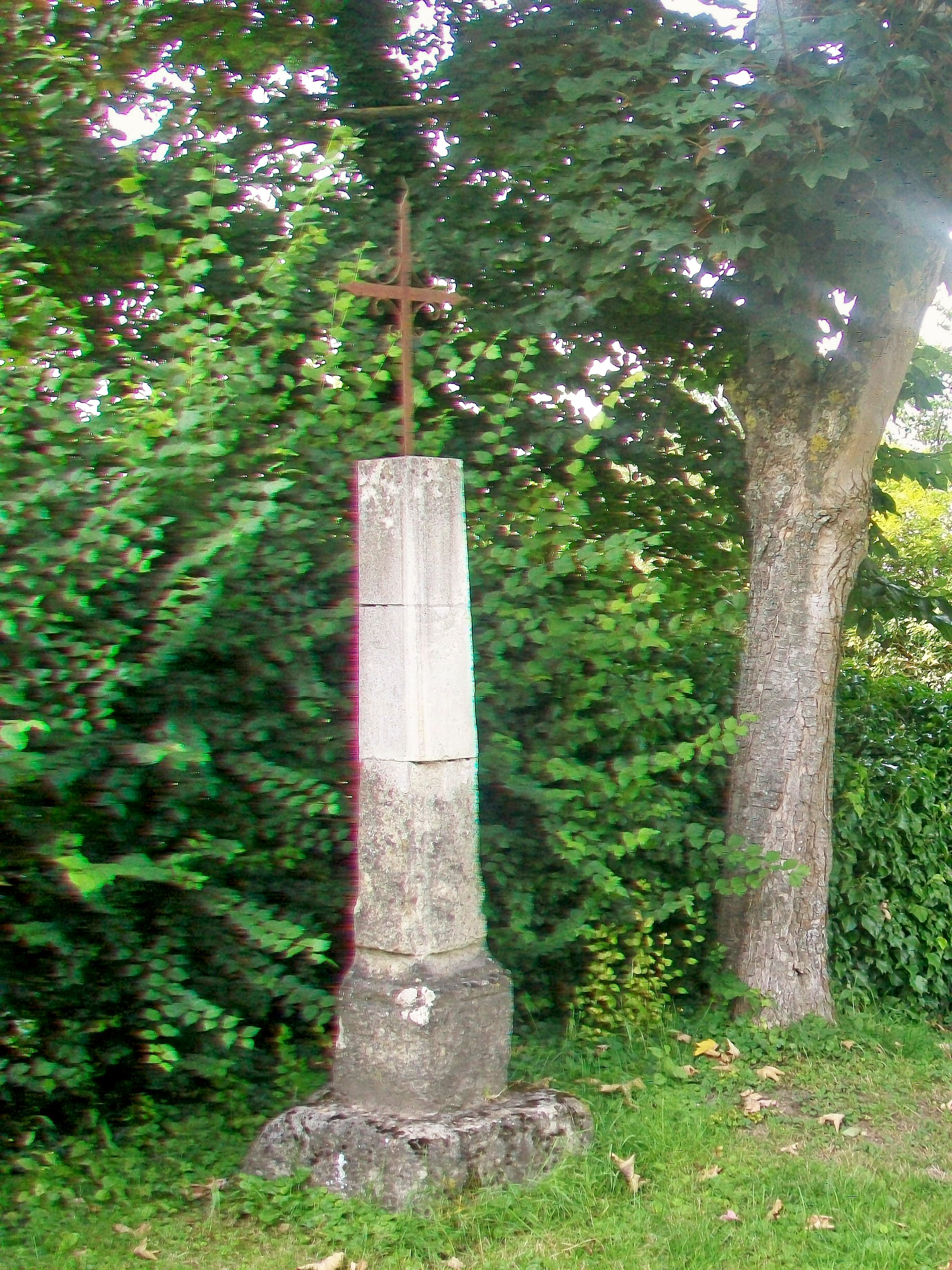
Croix sur la RD 51.
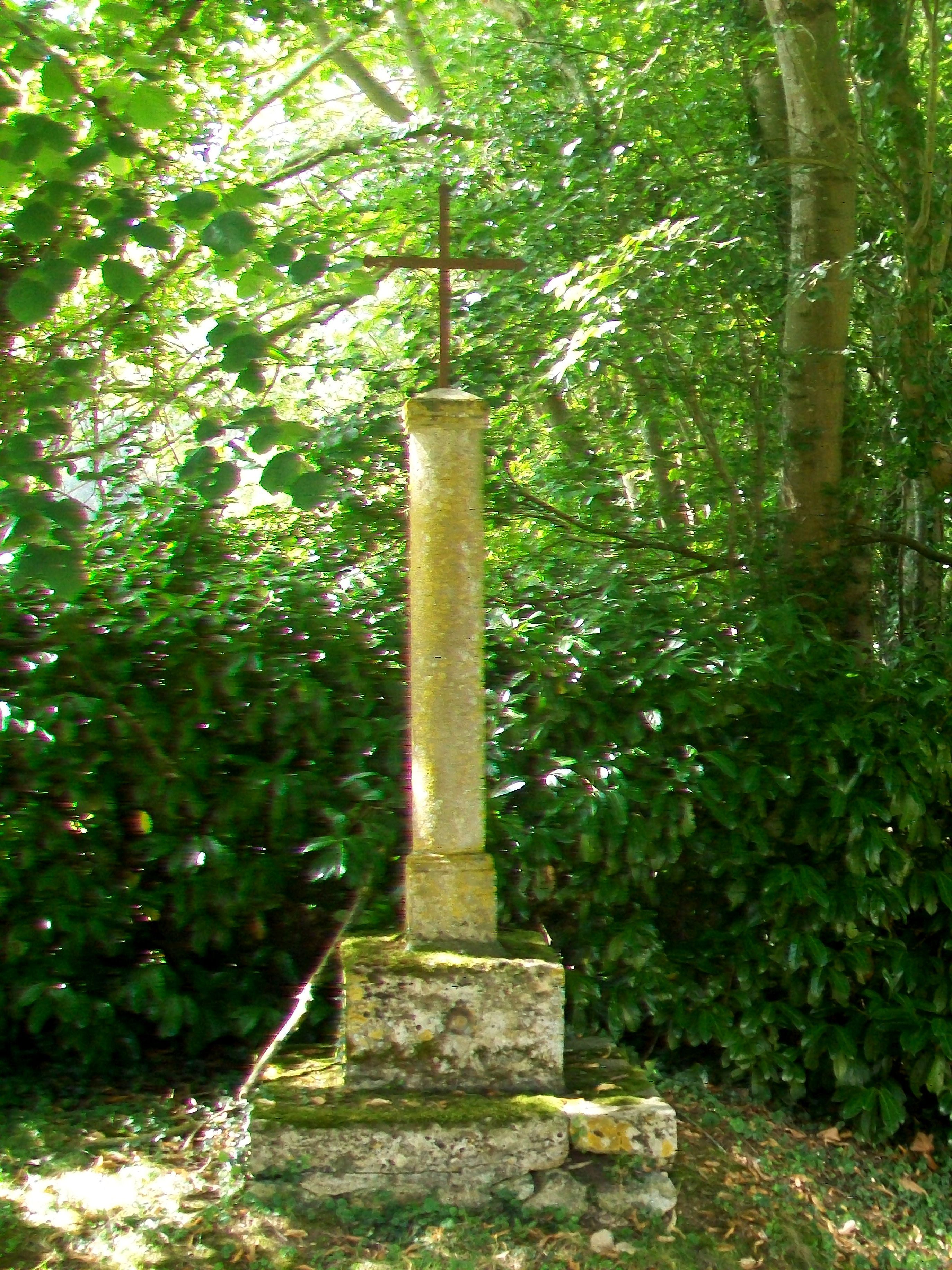
La croix des Ruelles.

### Personnalités liées à la commune
- Max du Veuzit (1876-1952), écrivain français, de vrai nom Alphonsine Zéphirine Vavasseur, acquit le château de Théméricourt en 1935.
- Jean-Claude Duvalier dit « Baby Doc » ou « Bébé Doc » (1951-2014), ancien président de la République d'Haïti, fut également propriétaire du château de Théméricourt.

### Héraldique
| Blason de Théméricourt | Blason  | De gueules aux trois chevrons accompagnés en chef à dextre de la lettre S capitale, à senestre de la lettre L capitale et en pointe d’une croisette de Malte, le tout d’argent, au chef cousu d’azur semé de fleurs de lys d’or brisé d’un lambel d’hermine Devise / CriInsigne nomen usque a rotomago ad ægeum mare (un nom connu de Rouen jusqu’à la Mer Égée) |
| Blason de Théméricourt | Détails | |

### Théméricourt dans les arts et la culture
Dans le château est tourné en 1967 le film Diaboliquement vôtre, de Julien Duvivier, avec Alain Delon et Senta Berger.[réf. nécessaire]

### Gastronomie
La ferme-brasserie de la famille Sargeret à Théméricourt produit diverses bières dont la Véliocasse , qui a obtenu en 2014, 2016 et 2021 le titre de Meilleure bière aromatisée au miel du monde lors du concours World Beer Awards. D'autres productions ont été primées en 2021 : son Indian Pale Ale (Ipa) et sa bière brune,,.